# Josep Huguet i Biosca
Josep Huguet i Biosca (Manresa, 8 de març de 1951) és un polític català, ha estat conseller de Comerç, Turisme i Consum de 2004 a 2006 i  conseller d'Innovació, Universitats i Empresa de la Generalitat de Catalunya de 2006 a 2010.

## Activitat professional
Huguet és enginyer industrial per l'Escola d'Enginyers Superiors de Terrassa —especialitzat en Organització d'empreses—i llicenciat en història contemporània per la Universitat Autònoma de Barcelona. Després d'un període de treball a l'empresa privada, es dedicà a l'ensenyament de les ciències socials a l'Institut Lacetània de Manresa (1976-1995). Exercí el càrrec de professor delegat de la Secció de Formació Professional de Sallent del 1976 al 1978. Participà en l'equip directiu de l'Institut Lacetània en el període 1982-1986. Impartí cursos de Postgrau a càrrec del Departament de Didàctica de les Ciències Socials de la Universitat de Barcelona, a la facultat de Ciències de l'Educació. Professor a la Universitat Catalana d'Estiu (1989-1994), on va desenvolupar cursos sobre els moviments nacionalitaris a Europa i al món àrab i sobre la crisi en l'equilibri mundial.
En relació amb la tasca docent és coautor de diverses publicacions de divulgació històrica: La Seu de Manresa (Ajuntament de Manresa, 1986), L'art gòtic, Berenguer de Montagut mestre d'obres (Grau, 1989), Traça, aprendre a través de la història (Eumo,1989), La Volta al món en 35 hores (Eumo, 1994), Conviure en la diferència (Eumo, 1995), Els límits de la llibertat (Eumo, 1995), Més enllà de la realitat (Eumo, 1996), A la recerca del passat (Eumo, 1996). Autor de diversos articles i comunicacions sobre didàctica de les ciències socials.

## Militància social i política
Integrant d'un agrupament escolta de Minyons Escoltes (1966-1975) i d'un club de joves (1970-1973), participà en la lluita antifranquista a l'Assemblea del Bages (Assemblea de Catalunya), ha estat membre de la Crida a la Solidaritat en Defensa de la Llengua, la Cultura i la Nació Catalanes, i del Centre Internacional Escarré per a les Minories Ètniques i les Nacions (CIEMEN). Afiliat a la Confederació Sindical de Catalunya del 1980 al 1994, i posteriorment a la Unió Sindical de Treballadors de l'Ensenyament de Catalunya (USTEC), fins a la seva jubilació
Membre de la Unió Socialista del Bages del 1970 al 1977, fou militant i membre de la direcció del Partit Socialista d'Alliberament Nacional (PSAN) entre el 1973 i el 1980 i, posteriorment, de Nacionalistes d'Esquerra i de l'Entesa dels Nacionalistes d'Esquerra (1980-1989).
Promogué l'acostament de NE a Esquerra Republicana de Catalunya (ERC), on acabà entrant a militar a principis del 1989, entrant a formar part del seu Comitè Executiu l'any següent. A la direcció d'ERC assumí responsabilitats de caràcter estratègic, dissenyant, el 1992, la primera campanya de reivindicació del Concert Econòmic que es feu a Catalunya. El 1993 fou un dels redactors de la Declaració Ideològica vigent d'ERC que posà al dia els Principis Bàsics de 1931.
Josep Huguet ha estat representant d'ERC a la Comissió Mixta de Transferències Estat-Generalitat entre el 1993 i el 1995. El 1995 fou elegit diputat d'ERC al Parlament de Catalunya per la circumscripció de Barcelona, especialitzant-se en temes econòmics i pressupostaris. En aquesta tasca defensà: la necessitat d'un nou model de finançament; el model de comerç català de proximitat, aconseguint l'aprovació de l'impost sobre grans superfícies; i un canvi en les polítiques de formació ocupacional. Aconseguí que s'aprovés per primer cop una llei de suport al retorn de descendents de catalans i una resolució per garantir el respecte als drets a la llibertat religiosa i la laïcitat.
El 1999 és elegit de nou diputat al Parlament de Catalunya, esdevenint portaveu del grup parlamentari d'ERC. Va promoure l'acostament entre els grups d'esquerra per facilitar una alternativa al govern de CiU i una reforma de l'Estatut que posés fi a l'autonomisme. Al 23è Congrés Nacional d'ERC, celebrat a Lleida el 2004, defensà la Ponència estratègica en suport a l'elaboració d'un nou estatut que posés a prova la transformació de l'estat en clau federal o evidenciés les limitacions d'aquest.

## Conseller de la Generalitat
Elegit de nou diputat al Parlament de Catalunya el 2003, l'octubre del 2004 renuncià a l'escó en ésser nomenat conseller de Comerç, Turisme i Consum, càrrec del qual va prendre possessió el 16 d'octubre de 2004. El maig del 2006 fou destituït pel president Pasqual Maragall, amb la resta de consellers i consellera d'ERC, per la posició del partit en contra del projecte d'Estatut retallat a les Corts.
A les eleccions al Parlament del 2006, esdevingué de nou diputat, però no arribà a prendre possessió de l'escó en esdevenir nou conseller d'Innovació, Universitats i Empresa, en el Govern de José Montilla, amb competències sobre innovació, ciència, indústria, comerç i turisme.
En el camp del Turisme, impulsà el primer Pla estratègic de Turisme de Catalunya 2005-2010; l'Atles de recursos turístics de Catalunya, el Pla de recursos intangibles, el Catàleg d'icones de Catalunya entre les diverses accions dedicades a planificar, dissenyar, construir i promoure nous productes de turisme sostenible. Creà un programa de xoc per invertir en infraestructures en el sector turístic amb recursos públics i privats, mitjançant un programa d'inversions i de crèdits especials associats a l'ICF i al sistema financer. Impulsà la llei de creació de l'Agència Catalana de Turisme i el desplegament corresponent. Promogué les marques turístiques catalanes. Creà i desenvolupà noves rutes turístiques de Catalunya elaborant el programa de rehabilitació i posada en valor turístic del patrimoni cultural de Catalunya. Elaborà i desplegà el Pla de màrqueting de Turisme de Catalunya i el Pla de promoció del Turisme interior. Promogué el foment de destinacions turístiques i la recerca aplicada i la tecnologia turística. I s'harmonitzaren les normatives turístiques d'allotjament, productes, serveis i activitat turística.
En el camp del comerç, elaborà la llei d'horaris i de Comerç per blindar el model de comerç català de proximitat. Creà el Consorci de Comerç. Aplicant la directiva europea de serveis aprovà el decret llei que preservà el model comercial català, alhora que liberalitzà l'establiment de nous equipaments comercials dins de les trames urbanes. Vetllà pel compliment del conjunt de la normativa comercial i reforçà el cos d'inspectors de comerç. I elaborà un Pla de recuperació dels mercats municipals.
Elaborà la Llei de l'Agència Catalana de Consum per dotar de més autonomia respecte al poder polític de la capacitat fiscalitzadora de Consum, essent en el seu període quan les sancions per productes infantils perillosos o per incompliment de la norma lingüística foren més altes. Posà en marxa un nou model de moda tèxtil a l'entorn de 080 Fashion Week. I engegà Artesania de Catalunya i programes de suport a l'artesania de qualitat com Empremtes de Catalunya.
En el camp de l'empresa i la indústria, engegà un Pla interdepartamental de suport a les microempreses. Emprengué mesures de simplificació administrativa per a les pimes. Impulsà el canvi organitzatiu de les pimes. Elaborà plans estratègics sectorials per àrees geogràfiques. Donà suport a la creació i consolidació de nous clústers. Impulsà programes i línies de suport financer per facilitar-ne el creixement. Elaborà la Llei d'Indústria. Promogué la creació de l'agència Acció com a fusió de CIDEM i COPCA per millorar la prestació de serveis a l'empresa. Augmentà la presència internacional de la Generalitat per millorar la globalització. També amb l'augment de les delegacions de l'Agència Catalana de Turisme creada en aquella legislatura. Executà els plans estratègic d'internacionalització 2005-2008 i 2009-2012.
Aconseguí el Pacte Nacional per a la Recerca i la Innovació, després d'un procés participatiu de més de 800 persones, de diversos exàmens internacionals d'experts, inclosos els de l'OCDE pel qual s'orientà la política industrial i d'innovació i ciència cap a reptes determinants i es potencià l'articulació de clústers transversals focalitzats per objectius. Consolidà la bioregió. Fomentà l'estabilització del personal investigador. Es creà la cooperació entre centres tecnològics a través de l'organisme «Tecnio». Promogué la millora de la governança pública de suport a la recerca. I posà en marxa diversos centres científics als que facilità la confluència a partir de l'organisme «Cerca», així com deixà sobre la taula un projecte de fusió dels Centres Tecnològics de Catalunya. Es consolidaren les grans infraestructures de recerca com el Sincrotró, el supercomputador o el Laboratori de Seqüenciació Genòmica.
En el camp de la política universitària pactà un pla de finançament estructural de les universitats que l'inici de la crisi pressupostària posà en risc. I liderà l'aplicació a Catalunya del Pla Bolonya per seguir les directives europees, malgrat ser-ne crític pel model triat per l'Estat espanyol de quatre anys en comptes de tres i sense preveure’n el cost pressupostari. Aquest desplegament li valgué les crítiques d'algun sector del professorat i d'una part de l'alumnat al llarg d'un any. Aplicant-se després sense més problemes que els derivats dels dèficits estructurals de la universitat catalana i espanyola. Sobre aquests arribà a elaborar amb el seu equip la proposta d'Universitat de Catalunya per tal de fer un canvi rupturista en la governança del sistema universitari font de la seva ineficiència. La proposta fou bloquejada per les posicions corporatives del món universitari. Aprovà el Pla d'Infraestructures universitàries.
Publicà el decret d'obligatorietat del català a les universitats. I el pla de millora del coneixement de l'anglès. El 2007 es van presentar els criteris que havia de tenir el Mapa universitari de titulacions. Elaborà un pla de renovació ordenat del professorat. Protagonitzà diversos conflictes de competències amb l'Estat en totes les àrees de govern, especialment en el d'incompliment reiterat del traspàs de les beques.
Promogué els estudis científics i tècnics. Creà el Programa «Enginycat», que tenia com a objectiu apropar més joves als estudis tècnics.

## Publicacions
Publicacions pròpies d'assaig polític:
- De la reforma a l'Estatut. La fornal. Barcelona, 1979
- L'espanyolisme de l'A a la Z. El Llamp. Barcelona, 1989
- República catalana. Llibres de l'ïndex. Barcelona, 1992
- Catalunya, Espanya, una relació econòmica i fiscal a revisar. Proa. La mirada. Barcelona,1998.
- Cataluña y España. Una relación económica y fiscal a revisar. Vernal. Barcelona, 1999.
- Cornuts i pagar el beure. Columna. Barcelona, 1999.
- Emancipar Catalunya. Angle. Barcelona, 2004

Publicacions compartides d'assaig polític:
- Concert Econòmic. Una barrera al saqueig de Catalunya. Llibres de l'ïndex. Barcelona, 1993.
- D'un temps, d'un país. Setze visions sobre la Catalunya del noranta-dos. Edicions Revista de Catalunya. Barcelona, 1993.
- Els Nacionalismes perillosos. La Humanitat. Columna. Barcelona, 1994.
- Catalunya, poder local. La Humanitat. Columna. Barcelona, 1994.

Altres col·laboracions o ponències:
- «Calidoscopi de l'espanyolisme a Catalunya» a El nacionalisme català a la fi del segle xx. II Jornades. Edicions la Magrana/Edicions 62. Barcelona, 1989.
- «Estat-nació versus diversitat cultural en el diàleg nord-sud» a La diversitat cultural en el diàleg nord-sud. Departament de Cultura de la Generalitat. Barcelona, 1991.
- «Democracia del Atlántico a los Urales. Una visión catalana» a Razón y Fe. Madrid, 1991.
- «El futur d'Europa i els nacionalismes. Una reflexió per a Andorra» a Catalanitat i identitat andorrranes. Centre de recerques i d'Estudis Catalans. Universitat de Perpinyà, 1994.
- «Catalunya i l'Europa de demà. La Catalogna i l'Europa di domani» a Trobada amb la Delegació del Parlament de Catalunya. Consiglio Regionale del Veneto, 1998.